# ییلدیز هلدینگ
ییلدیز هلدینگ (به ترکی استانبولی: Yıldız Holding) یک شرکت خوشه‌ای در ترکیه است که بیشتر برای محصولات خوراکی و غذایی شهرت دارد.
این هلدینگ در سال ۱۹۴۴ توسط سبری یولکر تأسیس شد.